# Drugi rząd Antónia Costy

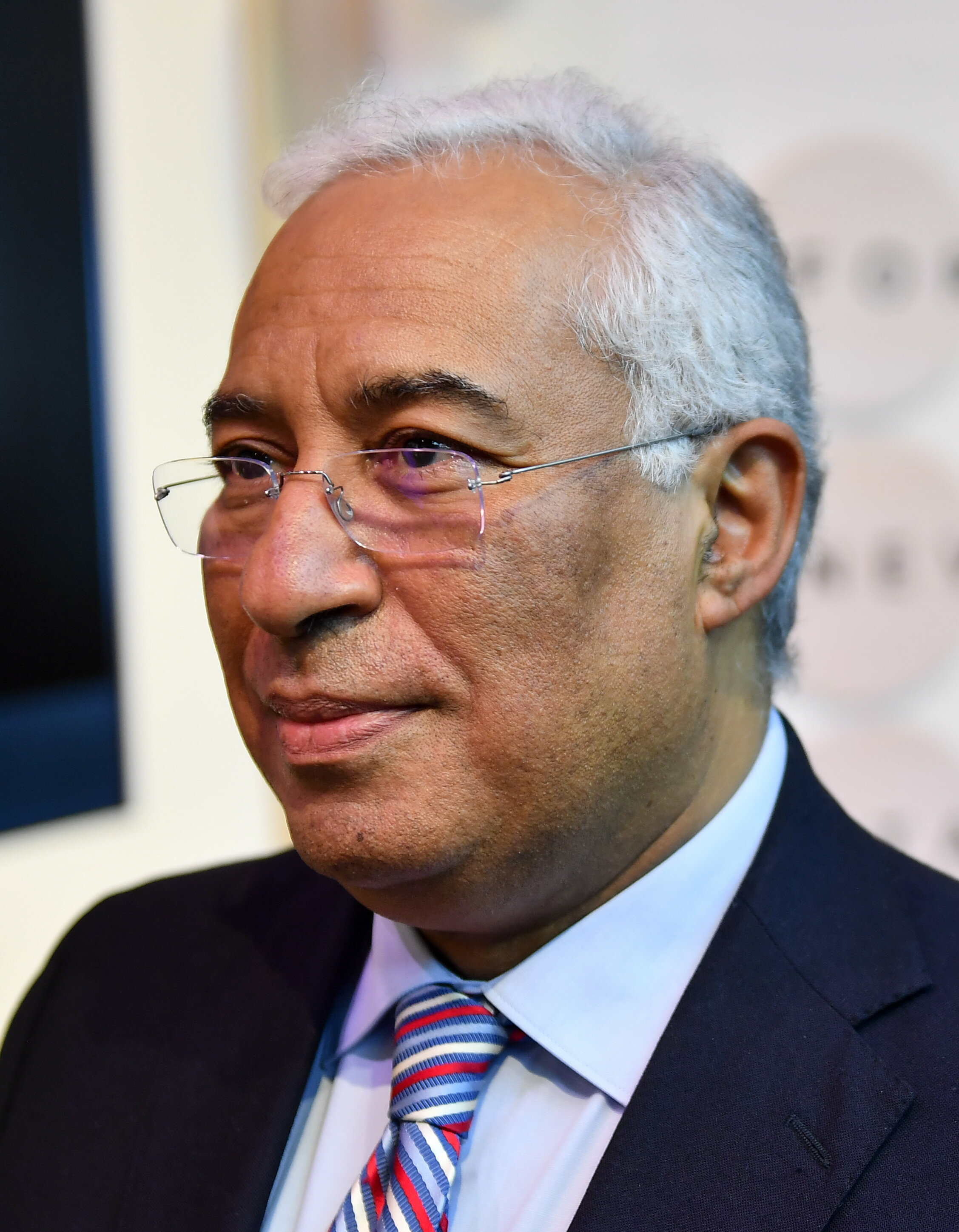
Premier António Costa

Drugi rząd Antónia Costy (port. XXII Governo Constitucional de Portugal – XXII rząd konstytucyjny Portugalii) – rząd Portugalii funkcjonujący od 26 października 2019 do 30 marca 2022. Był to lewicowy mniejszościowy gabinet tworzony przez Partię Socjalistyczną. Gabinet ten zastąpił pierwszy rząd tego samego premiera.

## Historia
Wybory parlamentarne w 2019 zakończyły się zwycięstwem Partii Socjalistycznej, rządzącej od 2015 dzięki porozumieniu z ugrupowaniami eurosceptycznymi i komunistycznymi – Blokiem Lewicy oraz Unitarną Koalicją Demokratyczną. Socjaliści uzyskali największą reprezentację w Zgromadzeniu Republiki, jednak bez większości w parlamencie. 8 października António Costa otrzymał od prezydenta misję sformowania nowego gabinetu. Niespełna dwa tygodnie później przedstawił ostateczną listę kandydatów na ministrów i sekretarzy stanu. 26 października doszło do zaprzysiężenia członków rządu, który rozpoczął tym samym funkcjonowanie.
W styczniu 2022, kilka miesięcy po odrzuceniu przez parlament projektu budżetu, odbyły się przedterminowe wybory. Partia Socjalistyczna uzyskała w nich bezwzględną większość w Zgromadzeniu Republiki. 30 marca 2022 prezydent dokonał zaprzysiężenia trzeciego rządu Antónia Costy.

## Skład rządu
- Premier: António Costa (PS)[3]
- Minister stanu, minister gospodarki i cyfryzacji: Pedro Siza Vieira (PS)
- Minister stanu, minister spraw zagranicznych: Augusto Santos Silva (PS, do 2022)
- Minister spraw zagranicznych: António Costa (PS)
- Minister stanu, minister ds. prezydium rządu: Mariana Vieira da Silva (PS)
- Minister stanu, minister finansów: Mário Centeno (bezp., do 2020), João Leão (bezp., od 2020)
- Minister obrony narodowej: João Cravinho (bezp.)
- Minister administracji i spraw wewnętrznych: Eduardo Cabrita (PS, do 2021), Francisca Van Dunem (bezp., od 2021)
- Minister sprawiedliwości: Francisca Van Dunem (bezp.)
- Minister ds. modernizacji kraju i administracji: Alexandra Leitão (PS)
- Minister planowania: Nelson de Souza (PS)
- Minister kultury: Graça Fonseca (PS)
- Minister nauki, technologii i szkolnictwa wyższego: Manuel Heitor (bezp.)
- Minister edukacji: Tiago Brandão Rodrigues (bezp.)
- Minister pracy, solidarności i zabezpieczenia społecznego: Ana Mendes Godinho (PS)
- Minister zdrowia: Marta Temido (bezp.)
- Minister środowiska i działań w dziedzinie klimatu: João Pedro Matos Fernandes (bezp.)
- Minister infrastruktury i mieszkalnictwa: Pedro Nuno Santos (PS)
- Minister spójności terytorialnej: Ana Abrunhosa (bezp.)
- Minister rolnictwa: Maria do Céu Antunes (PS)
- Minister ds. morskich: Ricardo Serrão Santos (PS)